# Eupithecia neomexicana
Eupithecia neomexicana är en fjärilsart som beskrevs av Mcdunnough 1946. Eupithecia neomexicana ingår i släktet Eupithecia och familjen mätare. Inga underarter finns listade i Catalogue of Life.